# Modus vivendi
Modus vivendi is de Latijnse samenvoeging van modus (manier) en vivendi (van leven). Een modus vivendi is een manier van leven of een manier van omgaan met elkaars verschillen, meestal tussen conflicterende partijen die toch beslissen om door te gaan met datgene wat hen bindt, zelfs al delen zij niet dezelfde waarden en normen. 
Een modus vivendi is vergelijkbaar met een compromis tussen individuen, groepen, partijen, instanties, of landen die het met elkaar over een of meer punten oneens zijn maar toch kiezen voor de beste der mogelijke werelden.

## Enkele voorbeelden
- In de Belgische politiek wordt er door een aantal partijen, zowel aan Franstalige als Nederlandstalige kant, via een modus vivendi aan een staatshervorming gewerkt.
- In de diplomatie is een modus vivendi een instrument om tot een internationaal akkoord te komen, of tot een voorlopige intentieverklaring die op termijn vervangen wordt door een meer definitief akkoord of contract.
- In een oorlogssituatie is een wapenstilstand, of een bepaalde manier van overgave, een vorm van modus vivendi. Dit is niet noodzakelijk een vredesafspraak, maar kan er wel aan voorafgaan.